# Janepob Phokhi
Janepob Phokhi (thailändisch เจนภพ โพธิ์ขี, * 4. April 1996 in Suphanburi), auch als Jen bekannt, ist ein thailändischer Fußballspieler.

## Verein
Janepob Phokhi stand von 2016 bis 2019 beim Erstligisten Suphanburi FC in Suphanburi unter Vertrag. In der Zeit absolvierte er vier Erstligaspiele. Die Rückserie 2016 wurde er an den Lampang FC ausgeliehen. Der Club aus Lampang spielte in der zweiten Liga, der Thai Premier League Division 1. Ebenfalls auf Leihbasis ging er die Rückserie 2018 zum Erstligisten Ubon UMT United nach Ubon Ratchathani. Am Ende der Saison musste er mit dem Club in die zweite Liga absteigen. Nach Vertragsende 2019 wechselte er Anfang 2020 von Suphanburi nach Trat. Hier schloss er sich dem Erstligisten Trat FC an. Bis Ende Juni 2020 spielte er zweimal in der ersten Liga. Am 1. Juli 2020 unterschrieb er einen Vertrag beim Zweitligisten Samut Sakhon FC in Samut Sakhon. Für Samut absolvierte er drei Zweitligaspiele. Ende 2020 wurde sein Vertrag nicht verlängert. Am 1. Januar 2021 unterschrieb er einen Vertrag beim Drittligisten Lamphun Warrior FC. Mit dem Verein aus Lamphun spielte er sechsmal in der dritten Liga. Am Ende der Saison wurde man Meister der Northern Region. In den Aufstiegsspielen, der National Championship, belegte man ebenfalls den ersten Platz und stieg in die zweite Liga auf. Nach dem Aufstieg verließ er den Verein und schloss sich dem Erstligisten Police Tero FC an. Für den Hauptstadtverein absolvierte er 15 Erstligaspiele. Nach der Hinrunde wechselte er im Januar 2022 zum Ligakonkurrenten Port FC. Für den Bangkoker Verein absolvierte er in der Rückrunde fünf Erstligaspiele. Im Juni 2022 kehrte er auf Leihbasis zu seinem ehemaligen Verein Police Tero zurück. Nach 34 Ligaspielen kehrte er nach der Ausleihe im Januar 2024 zu Port zurück. Im August 2024 wechselte er fest zum Police Tero FC. Hier stand er bis Jahresende 2024 unter Vertrag. Hier bestritt er drei Zweitligaspiele. Ende Dezember 2024 wechselte er zu seinem ehemaligen Verein Trat FC. Für Trat bestritt er 15 Ligaspiele. Im Sommer 2025 nahm ihn der Zweitligaaufsteiger Pattani FC unter Vertrag.

## Nationalmannschaft
Sein Debüt für die thailändischen A-Nationalmannschaft gab Phokhi am 1. Januar 2022 im Finalrückspiel der Südostasienmeisterschaft 2021 gegen Indonesien (2:2) und gewann damit den Titel.

## Erfolge

### Verein
Lamphun Warrior FC
- Thai League 3 – North: 2021/21  ▲

### Nationalmannschaft
Thailand
- Südostasienmeisterschaft: 2021